# ルナ13号
ルナ13号（ロシア語：Луна-13、ラテン文字表記の例：Luna 13）は、1966年にソビエト連邦がルナ計画の一環として打ち上げた無人月探査機。世界初の月軟着陸を行ったルナ9号の改良型で、球形のカプセルが月面に着陸して観測を行った。

## 設計
ルナ13号は着陸機と飛行ステージの2つのユニットから構成されていた。
着陸機は月面へ着陸する球形のカプセルで、上半分が4枚の花びらのように展開するようになっていた。観測機器としては、パノラマカメラ・土壌調査装置・ダイナモグラフ・放射線計が装備されていた。飛行ステージは月着陸前に探査機を減速するための逆噴射ロケットを装備し、他に姿勢制御や中間軌道修正も行った。
ランダーと飛行ステージは着陸寸前に分離されるようになっていた。ランダーのみがエアバッグによる着陸を行い、飛行ステージは月面に衝突して役目を終えた。
ルナ13号はルナ9号から設計を引き継ぎ、着陸の方式も同じだったが、重量は1700kgに増加していた。搭載された観測機器もカメラと放射線計のみを搭載したルナ9号と比べ充実したものだった。

## 飛行
1966年12月21日、ルナ13号はモルニヤロケットによってバイコヌール宇宙基地から打ち上げられた。探査機はまず地球を周回する軌道に投入され、続いてロケットの地球軌道脱出ステージの噴射により月へ向かう軌道に乗せられた。役目を終えた脱出ステージは探査機から切り離された。
12月24日、ルナ13号は月面への軟着陸に成功した。着陸地点は嵐の大洋だった。探査機は「花びら」を展開し、4本のアンテナを伸長させ観測を開始した。25日と26日にはパノラマ写真の撮影が行われ、それぞれ100分をかけて送信された。
正確な日時は知られていないが、1966年中に探査機のバッテリーが尽きて運用を終了したと見られている。